# 正親町公蔭
正親町 公蔭（おおぎまち きんかげ）は、鎌倉時代後期から南北朝時代にかけての公卿・歌人。権大納言・正親町実明の子。京極為兼の養子となり、京極家の後継者と目されていた。しかし、為兼の失脚により正親町家を継いだ。官位は正二位・権大納言。後期京極派の歌人としても活躍。

## 経歴
嘉元3年12月（1306年1月）従五位下に叙爵。徳治2年（1307年）従五位上に進み、延慶元年（1308年）正五位下、延慶2年12月（1310年1月）に侍従に任ぜられる。
延慶4年（1311年）従四位下に昇叙。正和元年（1312年）左近衛少将、次いで正和2年（1313年）左近衛中将に任ぜられ、正和3年（1314年）従四位上、正和4年（1315年）正四位下・蔵人頭に叙任。しかし、養父・為兼が失脚すると、正和5年（1316年）官職を止められた。
元徳2年（1330年）従三位に叙せられて公卿に列す。元徳3年（1331年）参議に任ぜられ、左近衛中将に復した。元徳4年（1332年）には正三位・権中納言に叙任され、越前権守を兼任。帯剣を聴された。しかし、正慶2年（1333年）5月17日、光厳天皇が廃されると、公蔭は権中納言を止められた。建武2年11月（1316年1月）修理大夫に任官。
南朝と北朝に分裂し、南北朝時代が始まると、公蔭は北朝に仕え光厳天皇院政下で活動を始める。建武4年（1337年）北朝より正三位・参議に叙任される。なお、この年に忠兼より実寛、公蔭に名を改めて正親町家に復している。建武5年（1338年）左近衛中将。暦応2年（1339年）には権中納言に任ぜられ、近江権守を兼ねた。暦応4年（1342年）従二位に叙せられ、貞和2年（1346年）権大納言に至った。
観応3年（1352年）8月8日に光厳上皇が出家すると、8月12日に公蔭も上皇のあとを追って出家した。法名は空靜。延文5年（1360年）10月19日、薨去。享年64。

## 人物
和歌に長じて、光厳天皇らと共に後期京極派の一員として活躍。康永2年（1343年）の五十四番詩歌合、貞和2年（1346年）の貞和百首、貞和5年（1349年）の光厳院三十六番歌合、出家後の延文元年（1356年）の延文百首などに出詠。風雅和歌集撰進の撰集の折には寄人を務めた。『玉葉和歌集』以下の勅撰和歌集に44首が入集。正親町家に復帰すると共に作風も次第に二条派よりになったとされている。
彼女の異母妹である実子は花園天皇との間に崇光天皇の皇太子となる直仁親王を儲けたことで知られているが、実は直仁は光厳天皇が実子と密通して産まれた男子であった。また、公蔭の妻・種子の姉妹である北条（赤橋）登子は室町幕府初代将軍・足利尊氏の正室であった。光厳上皇が治天の君になると、公蔭が重用され、強引に直仁が立太子された背景には、公蔭および直仁が足利将軍家と北朝（持明院統）の関係を結びつける存在であると認識されていたからだとする説が存在する。

## 官歴
※以下、『公卿補任』の記載に従う。
- 嘉元3年12月30日（1306年1月15日）：従五位下に叙す。
- 徳治2年（1307年）正月5日：従五位上に叙す（春宮当年御給）。
- 延慶元年（1308年）11月14日：正五位下に叙す。
- 延慶2年12月16日（1310年1月17日）：侍従に任ず。
- 延慶4年（1311年）正月15日：従四位下に叙す。
- 正和元年（1312年）7月6日：左近衛少将に任ず。
- 正和2年（1313年）9月6日：左近衛中将に転ず。
- 正和3年（1314年）正月2日：従四位上に叙す（玄輝門院御給）。
- 正和4年（1315年）
  - 2月21日：正四位下に叙す。
  - 8月26日：蔵人頭に補す。
- 正和5年（1316年）正月11日：頭を止む。
- 元徳2年（1330年）正月5日：従三位に叙す。
- 元徳3年（1331年）
  - 10月5日：参議に任ず。
  - 11月5日：左近衛中将に任ず。
- 元徳4年（1332年）
  - 正月5日：正三位に叙す。
  - 3月12日：越前権守を兼ぬ。
  - 10月21日：権中納言に任ず。
  - 10月24日：帯剣を聴す。
- 正慶2年（1333年）5月17日：職を止む。
- 建武2年11月26日（1336年1月9日）：修理大夫に任ず。
- 建武4年（1337年）
  - 2月29日：名を実寛とす。
  - 2月30日：名を公蔭とす。
  - 7月20日：参議に任ず。
  - 12月24日（1338年1月15日）：正三位に叙す。
- 建武5年（1338年）4月19日：左近衛中将を兼ぬ。
- 暦応2年/延元4年（1339年）
  - 正月13日：近江権守を兼ぬ。
  - 8月12日：権中納言に任ず。
- 暦応4年/興国2年（1341年）8月19日：帯剣を聴す。
- 暦応5年/興国3年（1342年）正月5日：従二位に叙す。
- 貞和2年/興国7年（1346年）2月18日：権大納言に任ず。
- 貞和3年/正平2年（1347年）
  - 9月16日：権大納言を辞す。
  - 12月17日（1347年1月29日）：正二位に叙す。
- 観応2年/正平6年12月19日（1352年1月6日）：服解（母）。
- 観応3年/正平7年（1351年）8月12日：出家。法名空静。
- 延文5年/正平15年（1360年）10月19日：薨去。享年64。

## 系譜
- 父：正親町実明
- 母：松殿兼嗣の娘
- 妻：種子 - 北条久時の娘
  - 長男：正親町忠季（1322-1366）
- 生母不明の子女
  - 次男：正親町実文（?-?）
  - 女子：徽安門院一条（?-?）
  - 男子：弁耀（1311-1387）